# Reflection (filme de 2021)
Reflection (em ucraniano:  Відблиск, transl. Vidblysk) é um filme de drama ucraniano dirigido por Valentyn Vasyanovych. A sua estreia mundial ocorreu no dia 6 de setembro de 2021 no 78.º Festival Internacional de Cinema de Veneza, onde foi seleccionado para concorrer pelo Leão de Ouro.

## Orçamento
O projecto do filme Reflection recebeu $25 mil da Agência de Cinema do Estado Ucraniano em financiamento publico, o que representa 80% do orçamento total.

## Lançamento

### Lançamento em festivais de cinema
Em janeiro de 2020 o filme ganhou o Alphapanda Audience Engagement Award no Les Arcs Works in Progress 2020. Mais tarde, em Janeiro-Fevereiro de 2020, Reflection foi apresentado no mercado de filmes de co-produção no Festival Internacional de Cinema de Berlim.
No início de julho de 2021 foi anunciado que a empresa de distribuição de filmes New Europe Film Sales adquiriu os direitos de distribuição internacional do filme.
No final de julho de 2021, um dos produtores do filme, Volodymyr Yatsenko, afirmou que existia uma competição entre o Festival de Cinema de Cannes e o Festival de Cinema de Veneza pelo direito de ser o local da estreia mundial do filme; em última análise, este último venceu e, consequentemente, a estreia mundial do filme ocorreu a 6 de setembro de 2021 no 78.º Festival Internacional de Cinema de Veneza, onde foi selecionado para concorrer ao Leão de Ouro.